# Ateuchus candezei
Ateuchus candezei – gatunek chrząszcza z rodziny poświętnikowatych i plemienia Ateuchini.

## Taksonomia
Gatunek ten opisany został w 1868 roku przez Egara von Harolda jako Choeridium candezei. W rodzaju Ateuchus umieszczony został w 1981 roku przez H. F. Howdena i O. P. Younga.

## Opis
Ciało długości od 6 do 7 mm i szerokości od 4 do 4,5 mm, jajowate i wypukłe, z wierzchu ciemnobrązowe do czarnego z ciemnoczerwonymi lub złotozielonymi refleksami na głowie i przedpleczu, pod spodem błyszcząco brązowe. Zęby nadustka są rozdzielone szerokim u samic i umiarkowanie szerokim u samców V-kształtnym wcięciem. Boki nadustka łukowate. Przedplecze całkowicie obrzeżone z przodu i drobno punktowane. Rzędy pokryw słabo wgłębione. Powierzchnia pokryw i nasada obrzeżonego w części nasadowej pygidium szagrynowane. Samiec ma wewnętrzną torebkę edeagusa wyposażoną w kolce, trzy dobrze rozwinięte haczyki i tyleż blaszek wierzchołkowych.

## Rozprzestrzenienie
Chrząszcz neotropikalny, znany z Meksyku, Panamy, Gwatemali, Nikaragui, Belize, Kostaryki, Hondurasu.